# Переліска багаторічна
Пер́еліска багаторічна (Mercurialis perennis) — багаторічна рослина родини молочайні (Euphorbiaceae).

## Народні назви
За народними повір'ями переліску багаторічну використовували як приворотне зілля. Тому побутують такі назви: «бажанна трава», «повертень», «синевороть», «щир-зіллє». Під назвою «щириця», цю рослину записано до ботанічного словника Стефана Маковецького.

## Будова
Непоказна рослина заввишки 20—50 см, проте у весняному лісі її складно не помітити завдяки соковитій зелені куртин. На стеблах, переважно у верхній частині, зібрані темно-зелені листки. Листки широкі, звужені з обох кінців, загострені, з пилчастим краєм. Чоловічі й жіночі квітки непоказні, дрібні, менше 3 мм у діаметрі, зібрані в клубочки на розгалуженому квітконосі. Суцвіття — колосок.

## Ареал
В Україні росте у мішаних і широколистяних лісах на багатих ґрунтах, крім південного Степу і Донецького Лісостепу.

## Використання
Лікарська й отруйна рослина.
Використовувалася для фарбування тканини у синій колір, оскільки у стеблах міститься синій барвник — індиго.